# Bur Acaba

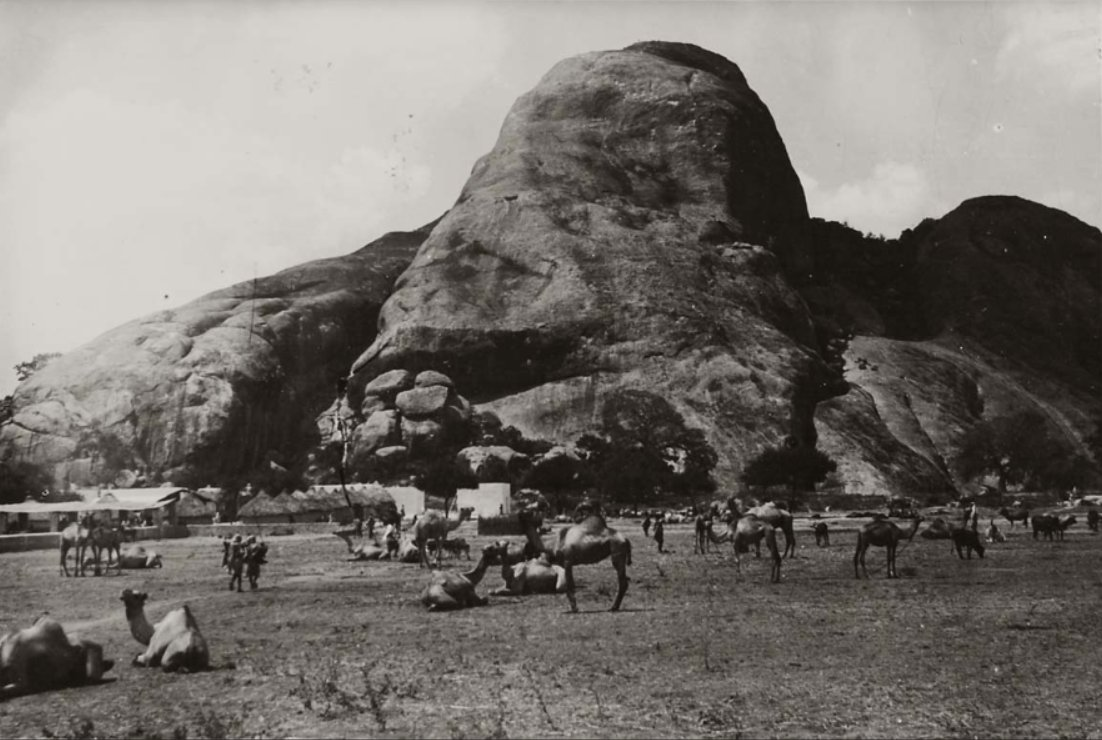
Bur Acaba nel 1928

Bur Acaba è una città che ha una popolazione di circa 28 000 abitanti, situata a sud-est di Baidoa, nella regione di Bai nel sud-ovest della Somalia.
Buurhakaba si trova sulla strada tra Baidoa e Afgoi.
Fino al 20 ottobre 2006 la città era sotto controllo delle Corti Islamiche ed è un centro molto importante poiché si trova vicino a Baidoa che è sede del governo di transizione somalo.